# Kompetenz (Psychologie)
In der Psychologie wird Kompetenz häufig definiert als

„die bei Individuen verfügbaren oder durch sie erlernbaren kognitiven Fähigkeiten und Fertigkeiten, um bestimmte Probleme zu lösen, sowie die damit verbundenen motivationalen, volitionalen und sozialen Bereitschaften und Fähigkeiten, um die Problemlösungen in variablen Situationen erfolgreich und verantwortungsvoll nutzen zu können.“

## Begriffliche Abgrenzung
Das Kompetenzkonzept ist mit der oben genannten Definition sehr breit angelegt, was zu Problemen führt, wenn der Kompetenzbegriff von anderen Begriffen und Konzepten abgegrenzt werden soll. In der Literatur wird der Kompetenzbegriff daher teilweise synonym für Begriffe wie Leistung, Fähigkeit, Begabung, Eignung, Fertigkeit, Tüchtigkeit, Talent, Performanz, Lernen, Wissen oder gar Intelligenz verwendet.
Um das Kompetenzkonzept einzugrenzen, kann versucht werden, es von bestehenden Begriffen abzugrenzen. Beispielsweise wird eine Kompetenz in erster Linie als veränderlich, d. h. erlern- und trainierbar, eingestuft und lässt sich daher vom Fähigkeitskonzept unterscheiden. Dementsprechend kann Kompetenz als Resultat des Lernprozesses verstanden werden, sodass eine Abgrenzung von Wissen (als Produkt des Lernens) wiederum schwierig ist. Im Unterschied zur fluiden Intelligenz (als dekontextualisierte Denkleistung) ist eine Kompetenz eher auf bestimmte Domänen bezogen (z. B. mathematische Kompetenz, sprachliche Kompetenz); dies gilt wiederum jedoch nur eingeschränkt für kristalline Intelligenz.
Diese begriffliche Unschärfe führt dazu, dass das Kompetenzkonzept teilweise als redundant angesehen wird. Hinsichtlich der schulfachlichen Kompetenzen, welche in den PISA-Studien erhoben werden, wird daher auch die Meinung vertreten, dass jene nichts anderes als Intelligenzfähigkeiten messen.

## Arten von Kompetenz
Im pädagogisch-psychologischen Kontext unterscheidet Rost (S. 830) drei Kompetenzarten:
- diagnostische Kompetenz
- didaktisch-methodische Kompetenz
- intellektuelle Kompetenz.

Als diagnostische Kompetenz wird die Fähigkeit definiert, Personen zuverlässig zu beurteilen. Diese Fähigkeit sei damit Grundlage für die Genauigkeit diagnostischer Verfahren, die einmal bei Lehrern sowie bei Eltern jeweils in Erziehungssituationen von Bedeutung sind (F.-W. Schrader, S. 91 ff.). Die didaktisch-methodische Kompetenz für die Gestaltung des Unterrichts ist insbesondere relevant für die effektive Förderung Jugendlicher durch Lehrer. Jene Kompetenz setze sich zusammen aus Verständlichkeit und Klarheit des Ausdrucks; aus der Fähigkeit, Jugendliche zu motivieren; aus Einfallsreichtum; aus häufiger Durchführung von Gruppenarbeit usw. (R. Tausch, S. 541 ff.). Die intellektuelle Kompetenz spiele u. a. beim Vergleich von attraktiven und unattraktiven Kindern eine wichtige Rolle, sodass jene bei attraktiveren Kindern (unberechtigt) besser bewertet werde. (D. H. Rost & Susanne Schilling, S. 33 ff.).
In Anlehnung an die Linguistik Noam Chomskys führte Walter Volpert mit seiner „Handlungskompetenz“ den Kompetenzbegriff 1974 erstmals in die Psychologie ein und definierte „effizientes Handeln als stabil-flexibel“. Viele Wissenschaftler griffen diesen Begriff auf und arbeiteten mit ihm weiter; so definiert Rainer Oesterreich 1981 den Begriff Kontrollkompetenz, den Dietrich Dörner 1983 wiederum mit seiner heuristischen und epistemischen Kompetenz gleichsetzt und Yann Seyrer 1986 als allgemeine Kraft zur Lebensführung im Sinne einer umfassenden Kontrollkompetenz für das Vorhandene und das Neue definiert, in selbstbezogene, soziale und sachbezogene Kontrollkompetenz differenziert und mit dem Kraftindex empirisch misst. In den hierarchisch-sequentiellen Handlungstheorien sind Fertigkeit und Fähigkeit in den Kompetenzbegriff integriert: So definiert beispielsweise Rainer Oesterreich die Fertigkeit als die Kompetenz zur Handlungsausführung und die Fähigkeit als Kompetenz zur Handlungs-, Ziel-, Bereichs- und Erschließungsplanung innerhalb eines einzigen Modells. Wichtig ist noch die Unterscheidung von (objektiv gemessener) Kompetenz und (subjektiv verbalisierter) Kompetenzmeinung, die übereinstimmen oder sich widersprechen können. Aus der Sicht erfolgreicher Lebensführung zählen besonders die habitualisierten Kompetenzen einer Persönlichkeit, die ihre Stärken ausmachen; Letztere lassen sich mit psychologischen Testverfahren wie der Führungsmatrix oder den Big Five messen.
In der kognitiven Psychologie wurde von manchen Wissenschaftlern zwischen aktueller, epistemischer und heuristischer Kompetenz unterschieden. Die aktuelle Kompetenz ist die subjektive Einschätzung der eigenen Erkenntnis- und Handlungsmöglichkeiten. Unter epistemischer Kompetenz versteht Dietrich Dörner das Wissen eines Individuums über einen „vorhandenen“ Realitätsausschnitt, während er als heuristische Kompetenz dessen Zutrauen hinsichtlich eines „neu zu findenden“ oder „neu zu konstruierenden“ Wegs zum Ziel definiert. In der neueren Forschung der kognitiven Psychologie spielen diese Konzepte aber nur noch eine untergeordnete Rolle. Yann Seyrer wies nach, dass alle Persönlichkeitstypen eine für sie jeweils spezifische Kombination von epistemischer und heuristischer Kompetenz differentiell ausprägen: Der abstrakt-stringente Persönlichkeitstyp kombiniert seine „Ad-hoc-Programmatik“ mit einem „Springen“ von einer Konsequenz zur nächsten, der konkret-defensive Persönlichkeitstyp sein langfristiges „Durchhalten“ mit seinem „Suchen“ nach dem Ideal und der konkret-offensive Persönlichkeitstyp verbindet sein kurzfristiges „Durchhalten“ mit dem „Lernen“ von Neuem.